# کولدیمتزو
کولدیمتزو (به ایتالیایی: Colledimezzo) یک کومونه در ایتالیا است که در استان کییتی واقع شده‌است.

## خصوصیات
کولدیمتزو ۱۱ کیلومترمربع مساحت و ۵۵۵ نفر جمعیت دارد و ۴۲۵ متر بالاتر از سطح دریا واقع شده‌است.